# Кронберг (Таунус)
Кронберг (нем. Kronberg im Taunus) — город в Германии, в земле Гессен. Население составляет 17 683 человека (на 31 декабря 2010 года). Занимает площадь 18,62 км². Официальный код — 06 4 34 006.
Город находится в предгорьях Таунуса, недалеко от Франкфурта-на-Майне, с которым связан городской электричкой (S-Bahn линии S4). Подчинён административному округу Дармштадт. Входит в состав района Верхний Таунус.

## История

### Средние века

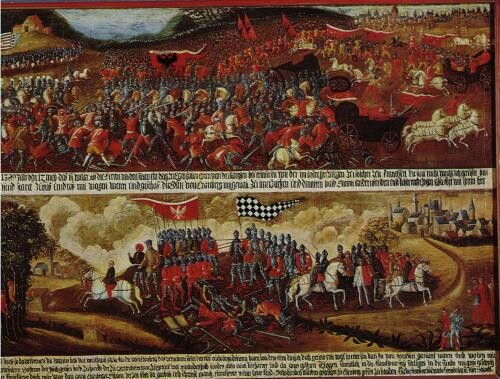
Битва при Эшборне, 1389

Крепость Кронберг была построена около 1220 орденом Аскенбургских Всадников (см. Эшборн).
Поселение получило статус города 25 апреля 1330 от Людовика IV, короля Баварии. В 1367 город получил право проводить ярмарки 13 мая 1389 франкфуртские всадники осадили Кронберг, 14 мая состоялась битва при Эшборне. 620 жителей Франкфурта и бургомистр попали в плен, в том числе знатные граждане города и ремесленники.
Была заплачена огромная контрибуция в 73.000 гульденов, и зависимость Франкфурта сохранялась ещё 120 лет. В 1391 был заключен мир и союз.

### Новое время
В начале XVIII века возникли столкновения между протестантами и католиками по поводу строительства католической церкви непосредственно рядом с евангелической церковью Святого Иоанна. Протесты евангелистов привели к тому, что церковь так и не была освящена, а строение стало использоваться в административных целях, там была аптека, ресторан, сейчас там музей.
В 1801 в результате Люневилльского мира архиепископ Майнцский потерял свои западные земли, в т.ч. Кронберг. Город перешёл во владение княжества Нассау. По итогам немецко-австрийской войны 1866 Нассау отошло к Пруссии.

### Новейшее время
После объединения Германии город стал процветать, богатые промышленники, банкиры и торговцы стали строить там свои виллы, здоровый воздух, живописное окружение способствовало тому, что город стал культурным центром. Неосвящённая церковь стала музеем и в ней основались художники. В 1874 Кронберг был связан с Франкфуртом железной дорогой. В Кронберге провёл последние годы жизни и скончался немецкий врач, путешественник и этнограф Карл фон ден Штейнен.
Кронбергский замок Фридрихсхоф известен как резиденция вдовствующей императрицы Виктории, где она жила после смерти мужа из-за неприязненных отношений с сыном — кайзером Вильгельмом II.
После Второй мировой войны Кронберг вошёл в федеральную землю Гессен. В 1946 римский папа Пий XII объявил город центром духовной миссии, которая занималась доставкой гуманитарных грузов в Германию и помощью немцам, бежавшим из восточной Европы.

## Современность
Современный Кронберг благодаря живописной местности Таунус, в которой он расположен, привлекает богатых коммерсантов и представителей высокооплачиваемых профессий. В самом городе и вокруг него находится множество богатых вилл. В Кронберге расположена штаб-квартира компании BRAUN GmbH.

## Известные уроженцы и жители
- Шрейер, Адольф (1828—1899) — немецкий живописец.
- Кауфман, Гуго (1844—1915) — немецкий живописец.
- Хандке, Петер (род. 1942) — австрийский писатель и драматург. Лауреат Нобелевской премии по литературе (2019). Проживал в городе с 1970 по 1979 годы.

## Достопримечательности
- Замок Фридрихсхоф
- Замок Кронберг